# Indiens Grand Prix 2011
Indiens Grand Prix 2011, officiellt 2011 Formula 1 Airtel Grand Prix of India, var en Formel 1-tävling som hölls den 30 oktober 2011 på Buddh International Circuit i Greater Noida, Indien. Det var den sjuttonde tävlingen av Formel 1-säsongen 2011 och kördes över 60 varv. Vinnare av loppet blev Sebastian Vettel för Red Bull, tvåa blev Jenson Button för McLaren och trea blev Fernando Alonso för Ferrari.

## Kvalet
| KR. | Nr | Förare             | Konstruktör          | Q1       | Q2       | Q3        | Grid |
| --- | -- | ------------------ | -------------------- | -------- | -------- | --------- | ---- |
| 1   | 1  | Sebastian Vettel   | Red Bull-Renault     | 1.26,218 | 1.24,657 | 1.24,178  | 1    |
| 2   | 3  | Lewis Hamilton     | McLaren-Mercedes     | 1.26,563 | 1.25,019 | 1.24,474  | 51   |
| 3   | 2  | Mark Webber        | Red Bull-Renault     | 1.26,473 | 1.25,282 | 1.24,508  | 2    |
| 4   | 5  | Fernando Alonso    | Ferrari              | 1.26,774 | 1.25,158 | 1.24,519  | 3    |
| 5   | 4  | Jenson Button      | McLaren-Mercedes     | 1.26,225 | 1.25,299 | 1.24,950  | 4    |
| 6   | 6  | Felipe Massa       | Ferrari              | 1.27,012 | 1.25,522 | 1.25,122  | 6    |
| 7   | 8  | Nico Rosberg       | Mercedes             | 1.26,364 | 1.25,555 | 1.25,451  | 7    |
| 8   | 14 | Adrian Sutil       | Force India-Mercedes | 1.26,271 | 1.26,140 | Ingen tid | 8    |
| 9   | 18 | Sébastien Buemi    | Toro Rosso-Ferrari   | 1.26,608 | 1.26,161 | Ingen tid | 9    |
| 10  | 19 | Jaime Alguersuari  | Toro Rosso-Ferrari   | 1.26,557 | 1.26,319 | Ingen tid | 10   |
| 11  | 10 | Vitalij Petrov     | Renault              | 1.26,189 | 1.26,319 |           | 162  |
| 12  | 7  | Michael Schumacher | Mercedes             | 1.26,790 | 1.26,337 |           | 11   |
| 13  | 15 | Paul di Resta      | Force India-Mercedes | 1.26,864 | 1.26,503 |           | 12   |
| 14  | 12 | Pastor Maldonado   | Williams-Cosworth    | 1.26,829 | 1.26,537 |           | 13   |
| 15  | 9  | Bruno Senna        | Renault              | 1.26,766 | 1.26,651 |           | 14   |
| 16  | 11 | Rubens Barrichello | Williams-Cosworth    | 1.27,479 | 1.27,247 |           | 15   |
| 17  | 17 | Sergio Pérez       | Sauber-Ferrari       | 1.27,249 | 1.27,562 |           | 201  |
| 18  | 16 | Kamui Kobayashi    | Sauber-Ferrari       | 1.27,876 |          |           | 17   |
| 19  | 20 | Heikki Kovalainen  | Lotus-Renault        | 1.28,565 |          |           | 18   |
| 20  | 21 | Jarno Trulli       | Lotus-Renault        | 1.28,752 |          |           | 19   |
| 21  | 23 | Daniel Ricciardo   | HRT-Cosworth         | 1.30,216 |          |           | 233  |
| 22  | 22 | Narain Karthikeyan | HRT-Cosworth         | 1.30,238 |          |           | 244  |
| 23  | 25 | Jérôme d'Ambrosio  | Virgin-Cosworth      | 1.30,866 |          |           | 21   |
| 24  | 24 | Timo Glock         | Virgin-Cosworth      | 1.34,046 |          |           | 22   |

| Vidare från första kvalrundan ▬▬ Vidare från andra kvalrundan ▬▬ |

Noteringar:
- ^1  — Lewis Hamilton och Sergio Pérez fick vardera tre platsers nedflyttning för att ha ignorerat gul flagg under den fria träningen.[1]
- ^2  — Vitalij Petrov fick fem platsers nedflyttning för att ha orsakat en kollision med Michael Schumacher under den föregående tävlingen.[2]
- ^3  — Daniel Ricciardo fick fem platsers nedflyttning för ett otillåtet växellådsbyte.[3]
- ^4  — Narain Karthikeyan fick fem platsers nedflyttning för att ha hindrat Michael Schumacher i kvalet.[4]

## Loppet
| Pos. | Nr | Förare             | Konstruktör          | Varv | Tid             | Grid | P  |
| ---- | -- | ------------------ | -------------------- | ---- | --------------- | ---- | -- |
| 1    | 1  | Sebastian Vettel   | Red Bull-Renault     | 60   | 1:30.35,002     | 1    | 25 |
| 2    | 4  | Jenson Button      | McLaren-Mercedes     | 60   | +8,433          | 4    | 18 |
| 3    | 5  | Fernando Alonso    | Ferrari              | 60   | +24,301         | 3    | 15 |
| 4    | 2  | Mark Webber        | Red Bull-Renault     | 60   | +25,529         | 2    | 12 |
| 5    | 7  | Michael Schumacher | Mercedes             | 60   | +1.05,421       | 11   | 10 |
| 6    | 8  | Nico Rosberg       | Mercedes             | 60   | +1.06,851       | 7    | 8  |
| 7    | 3  | Lewis Hamilton     | McLaren-Mercedes     | 60   | +1.24,183       | 5    | 6  |
| 8    | 19 | Jaime Alguersuari  | Toro Rosso-Ferrari   | 59   | +1 varv         | 10   | 4  |
| 9    | 14 | Adrian Sutil       | Force India-Mercedes | 59   | +1 varv         | 8    | 2  |
| 10   | 17 | Sergio Pérez       | Sauber-Ferrari       | 59   | +1 varv         | 20   | 1  |
| 11   | 10 | Vitalij Petrov     | Renault              | 59   | +1 varv         | 16   |    |
| 12   | 9  | Bruno Senna        | Renault              | 59   | +1 varv         | 14   |    |
| 13   | 15 | Paul di Resta      | Force India-Mercedes | 59   | +1 varv         | 12   |    |
| 14   | 20 | Heikki Kovalainen  | Lotus-Renault        | 58   | +2 varv         | 18   |    |
| 15   | 11 | Rubens Barrichello | Williams-Cosworth    | 58   | +2 varv         | 15   |    |
| 16   | 25 | Jérôme d'Ambrosio  | Virgin-Cosworth      | 57   | +3 varv         | 21   |    |
| 17   | 22 | Narain Karthikeyan | HRT-Cosworth         | 57   | +3 varv         | 24   |    |
| 18   | 23 | Daniel Ricciardo   | HRT-Cosworth         | 57   | +3 varv         | 23   |    |
| 19   | 21 | Jarno Trulli       | Lotus-Renault        | 55   | +5 varv         | 19   |    |
| Ret  | 6  | Felipe Massa       | Ferrari              | 32   | Upphängning     | 6    |    |
| Ret  | 18 | Sébastien Buemi    | Toro Rosso-Ferrari   | 24   | Motor           | 9    |    |
| Ret  | 12 | Pastor Maldonado   | Williams-Cosworth    | 12   | Växellåda       | 13   |    |
| Ret  | 24 | Timo Glock         | Virgin-Cosworth      | 2    | Kollisionsskada | 22   |    |
| Ret  | 16 | Kamui Kobayashi    | Sauber-Ferrari       | 0    | Kollision       | 17   |    |

| Förare och stall som tog poäng ▬▬ |

## Ställning efter loppet
|   | Pos. | Förare           | Poäng |
| - | ---- | ---------------- | ----- |
| ▬ | 1    | Sebastian Vettel | 374   |
| ▬ | 2    | Jenson Button    | 240   |
| ▬ | 3    | Fernando Alonso  | 227   |
| ▬ | 4    | Mark Webber      | 221   |
| ▬ | 5    | Lewis Hamilton   | 202   |

|   | Pos. | Konstruktör      | Poäng |
| - | ---- | ---------------- | ----- |
| ▬ | 1    | Red Bull-Renault | 595   |
| ▬ | 2    | McLaren-Mercedes | 442   |
| ▬ | 3    | Ferrari          | 325   |
| ▬ | 4    | Mercedes         | 145   |
| ▬ | 5    | Renault          | 72    |

- Notering: Endast de fem bästa placeringarna i vardera mästerskap finns med på listorna.